# Yual Reath
Yual Reath (* 18. Mai 2000) ist ein australischer Leichtathlet südsudanesischer Herkunft, der sich auf den Hochsprung spezialisiert hat und in dieser Disziplin 2024 Ozeanienmeister wurde.

## Sportliche Laufbahn
Erste internationale Erfahrungen sammelte Yual Reath im Jahr 2022, als er bei den Ozeanienmeisterschaften in Mackay mit übersprungenen 2,21 m die Silbermedaille hinter dem Neuseeländer Hamish Kerr gewann. Anschließend startete er bei den Weltmeisterschaften und schied dort mit 2,17 m in der Qualifikationsrunde aus. 2024 siegte er mit 2,27 m beim Sydney Track Classic sowie anschließend mit 2,30 m beim Seiko Golden Grand Prix. Im Juni siegte er mit 2,28 m bei den Ozeanienmeisterschaften in Suva, ehe er bei den Olympischen Sommerspielen in Paris mit 2,20 m den Finaleinzug verpasste.
In den Jahren 2022 und 2024 wurde Reath australischer Meister im Hochsprung.